# Banyakang
Banyakang (Schreibvariante: Baniakang) ist eine Ortschaft im westafrikanischen Staat Gambia.
Nach einer Berechnung für das Jahr 2013 leben dort etwa 1272 Einwohner, das Ergebnis der letzten veröffentlichten Volkszählung von 1993 betrug 571.

## Geographie
Banyakang liegt in der West Coast Region, Distrikt Kombo South, rund 4,5 Kilometer östlich von Tujereng und 4,8 Kilometer westlich von Jamburr.